# Pachnistis
Pachnistis é um gênero de traça pertencente à família Agonoxenidae.